# 佛得角國家足球隊
佛得角足球代表隊是佛得角的國家足球代表隊，由佛得角足球協會管理，現時屬於國際足協及非洲足協成員國之一。佛得角参加过二届非洲國家盃，但在世界盃外圍賽階段從未取得過出線資格。

## 世界盃成績
- 1930年 至 1974年 - 屬於葡萄牙的一部分
- 1978年 至 1982年 - 不屬於國際足球總會的一部分
- 1986年 至 1998年 - 沒有參賽
- 2002年 至 2022年 - 外圍賽出局

## 非洲國家盃成績
- 1957年 至 1974年 - 屬於葡萄牙的一部分
- 1976年 至 1992年 - 不屬於非洲足球協會的一部分
- 1994年 - 外圍賽出局
- 1996年 - 退出
- 1998年 - 沒有參賽
- 2000年 至 2012年 - 外圍賽出局
- 2013年 - 八強
- 2015年 - 小組賽
- 2017年 至 2019年 - 外圍賽出局
- 2021年 - 十六強
- 2023年 - 八強

## 外部連結
- Cape Verde FA （页面存档备份，存于） official site (currently out of order)
- Cape Verde at FIFA's home page （页面存档备份，存于）
- RSSSF archive of results 1979–（页面存档备份，存于）
- Cape Verde Football
- National Football Teams – Cape Verde[]